# Fantasmagoria (spektakl)

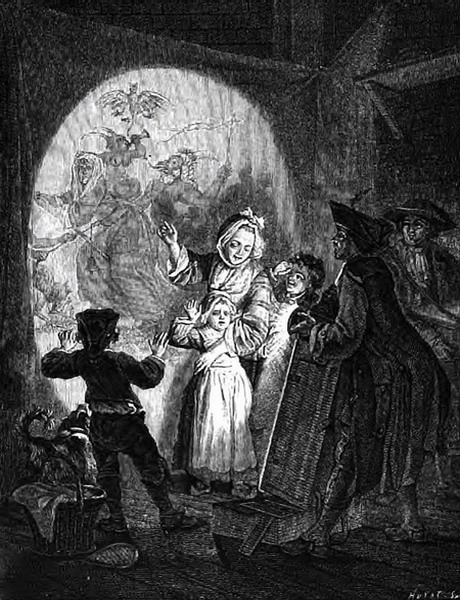
XVIII-wieczna fantasmagoria

Fantasmagoria (z gr. phantasma „duch” i agora „miejsce zebrań”) – XVIII-wieczny typ spektaklu, zazwyczaj pokazywana przy pomocy latarni magicznej, prezentująca publiczności obrazy duchów, zmarłych (np. polityków, pisarzy lub krewnych widzów), potworów, przerażających postaci itp. Ich rolą było wzbudzenie strachu w publiczności, co zbliża fantasmagorię do współczesnych horrorów. Szczególnie popularna była we Francji i Niemczech.

## Fantasmagorie Philidora
Rozwój tej odmiany latarni magicznej wiązał się z postacią Paula Philidora (Paula de Philipsthal), który w 1792 roku zaprezentował ruchomą latarnię magiczną; dzięki temu urządzenie mogło być oddalane i zbliżane do ekranu, tym samym zwiększając lub zmniejszając obraz i pozorując wrażenie ruchu (przy przesuwaniu obraz zachowywał ostrość, dzięki możliwości dopasowania soczewek). Umożliwiło to m.in. stworzenie efektu strasznej postaci zbliżającej się w stronę publiczności, co budziło przerażenie obserwatorów. Philidor twierdził, że jego działalność nie służyła tylko rozrywce, ale miała na celu demaskację wszystkich tych, którzy utrzymywali, że potrafią rzeczywiście przywoływać duchy z zaświatów; Philidor nie ukrywał, że wywoływane przez niego zjawy są jedynie złudzeniem optycznym i wyjaśniał publiczności w jaki sposób uzyskiwał obrazy zjaw i duchów.

## Fantasmagorie Robertsona

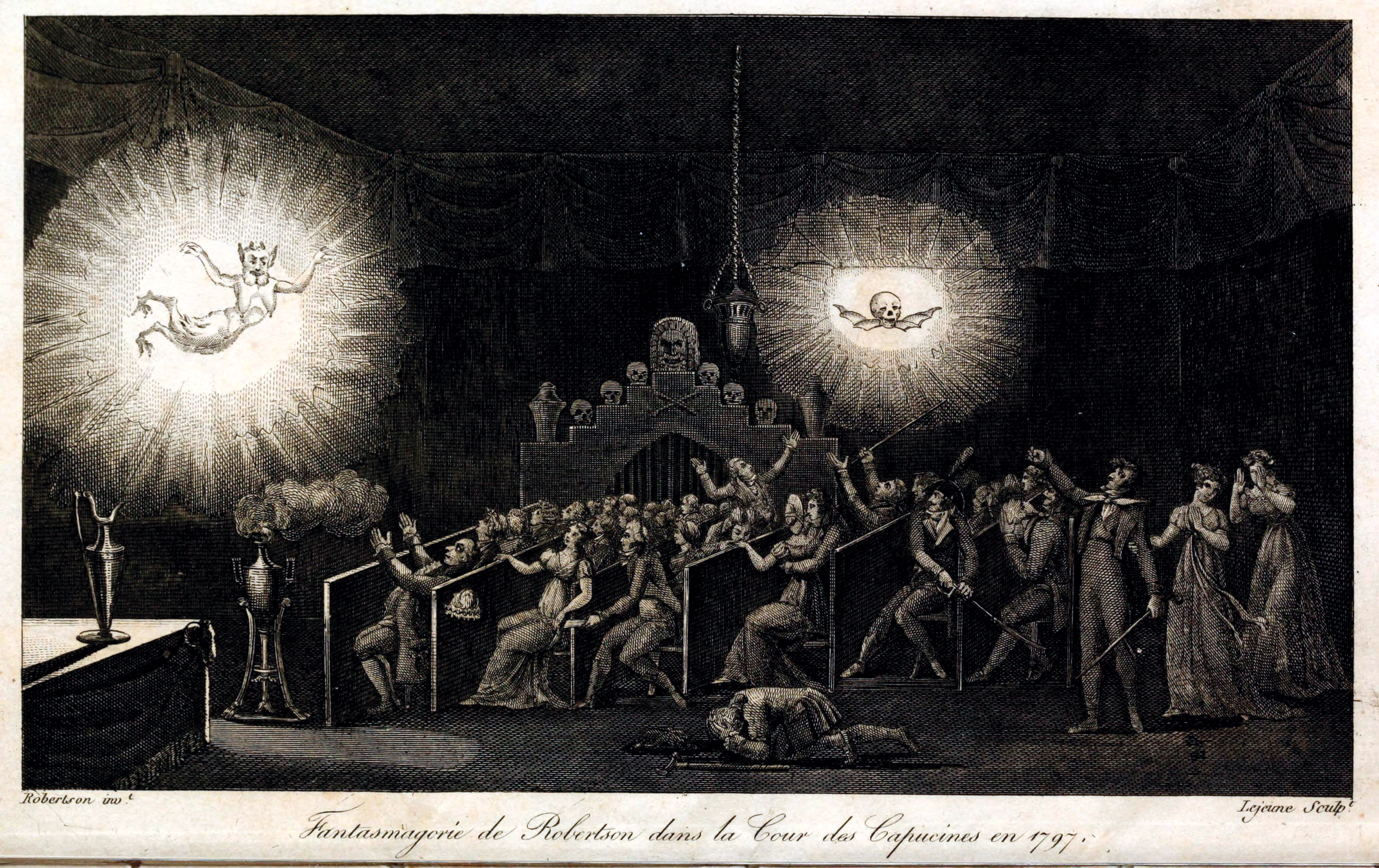
Fantasmagoria Robertsona (Paryż, 1797)

W 1797 roku Étienne-Gaspard Robert (znany pod nazwiskiem Robertson) zaczął prezentować w Paryżu swoje fantasmagorie. Udoskonalił on znacznie osiągnięcia Philidora, m.in. poprzez wynalezienie fantaskopu – ruchomego urządzenia, które mogło wyświetlać nie tylko slajdy, ale też powiększone obrazy umieszczonych wewnątrz siebie przedmiotów (np. czaszek). W czasie pokazów mógł wykorzystywać kilka takich urządzeń, dodatkowo korzystając z pomocy kilku asystentów i żywych aktorów oraz posługując się maskami, lalkami, efektami dźwiękowymi wytwarzanymi na żywo (np. odgłosami burzy, dzwonów, krzykami, muzyką itp.) i innymi efektami scenicznymi (np. dymem). Dodatkowo udało mu się uzyskać bardzo ostre obrazy, dzięki zsynchronizowaniu ruchu urządzeń wyświetlających obrazy z ustawieniami soczewki. Ponadto występy poprzedzało wprowadzenie Robertsona, zapowiadające pojawienie się duchów i zjaw. Scenariusze fantasmagorii Robertsona opowiadały m.in. o przygotowaniach do sabatu czarownic, wiedźmach z Makbeta, kuszeniu świętego Antoniego, ożywianiu zmarłych czy o tematach patriotycznych (np. upadek Robespierre'a) itp.